# Roozgar-e Gharib
Pour les articles homonymes, voir Gharib.
Roozgar-e Gharib (en persan: روزگار قریب) est une série télévisée iranienne réalisé par Kyanoush Ayari, diffusée sur les antennes de l'IRIB du canal 3 en 2007-2008. 
L’histoire de cette série est basée sur la vie du Docteur Mohammad Gharib, spécialiste et fondateur de la pédiatrie en Iran, et couvre les évènements des années 1935-1985.

## Synopsis
Dans un hôpital fondé et dirigé par le Docteur Gharib, les traitements médicaux sont administrés sous sa surveillance soucieuse. Les scènes sont entrecoupées de flash-back qui amènent les téléspectateurs à reculer dans le temps et se remémorer avec lui des passages de sa vie, de l’enfance à l'âge adulte, jusqu'à ses derniers jours à l’hôpital et sur son lit de mort. 
Hadj Ahmad, le père de Mohammad, est un commerçant renommé des années 1900-1950 à Téhéran à la fin de la dynastie Qâdjâr et au début du règne de Reza Shah Pahlavi.
Le jeune Mohammad est réjoui par le premier Mashin Doodi (le tramway à vapeur) de Téhéran-Ray (Shah-Abdol-Azim). 
A l'âge de 12 ans, il a l'occasion d'accompagner ses parents dans un long voyage vers Karbala. L’aventure périlleuse sur la route des caravanes amène les voyageurs à parcourir un difficile chemin à travers le désert et sur des sentiers menacés par des voleurs. Détroussés à mi-chemin de leurs biens et de leur bétail, les caravaniers sont obligés de camper, en proie à la faim, la soif, l'épuisement et la maladie. 
Les épisodes de la jeunesse de Mohammad décrivent son départ pour l’Europe, où il étudie la médecine, puis son retour au pays où il revient offrir ses services à ses compatriotes dans le besoin. Son père reste toujours à ses côtés pour l’encourager.
Le jeune Mohammad mène la vie d'un médecin engagé et soucieux de la santé des gens. Il va partout où le besoin se fait sentir, même dans les coins éloignés du pays où la population n'est pas accueillante au départ, comme en Azerbaïdjan.

## Propriétés
Le tournage de la série a débuté à la fin de 2002 et pris fin en automne 2007.
- Temps: 36 épisodes - chaque épisode 60 minutes

## Acteurs du premier rôle
Cinq acteurs jouent le rôle du Docteur Gharib depuis son enfance jusqu'à sa vieillesse : Parham Karami, Kaveh Ahangar, Shahab Kasraie, Naser Hashemi et Mehdi Hashemi.

## Distribution
- Mehdi Hashemi : Dr. Gharib âgé
- Naser Hashemi : Dr. Gharib adulte
- Shahab Kasraie : Dr. Gharib jeune
- Kaveh Ahangar : Dr. Gharib à l'âge de 12 ans
- Parham Karami : Dr. Gharib à l'âge de 7 ans
- Mehran Rajabi : le père du Dr. Gharib
- Afarin Obeysi : la femme du Dr. Gharib
- Husein Panahi : Lotfali
- Reza Kianian : Ayatollah Firoozabadi
- Farahnaz Manafi Zaher : la mère du Dr. Gharibs
- Reza Babak : Mehdi Bazargan
- Amir Husein Seddigh :Seyyed Ahmad Tabib
- Saba Kamali : la femme de Seyyed Ahmad Tabib